# 移情
移情是精神分析學的重要概念之一，最早由佛洛依德提出。移情是指患者的欲望轉移到分析师身上而得到目的的過程。这關係到病人所关注的典范。也就是说心理學分析所认为的移情，实际上是讲患者在童年时对一个客体的情感，这个客体尤指父母，在治疗过程中转移到另一个客体或另一个人身上，通常这个人是病人的心理分析师。“負向移情”表现为病人辱駡醫生等；“正向移情”則是病人投掷到分析师身上的情感是积极的、温情的、仰慕的。正向移情有利于治疗。在心理分析的治疗过程中，还会产生反移情。反移情指的是分析师对患者无意识的移情而产生一些无意识的反应。